# Транспорт Латвії
Транспорт Латвії представлений автомобільним , залізничним , повітряним , водним (морським, річковим)  і трубопровідним , у населених пунктах  та у міжміському сполученні діє громадський транспорт пасажирських перевезень. Площа країни дорівнює 64 589 км² (124-те місце у світі). Форма території країни — складна, видовжена в широтному напрямку, складається з двох нерівних частин, меншої західної, більшої східної та перемички між ними, де розташовується головний транспортний вузол і столиця країни, місто Рига; максимальна дистанція з півночі на південь — 270 км, зі сходу на захід — 450 км. Географічне положення Латвії дозволяє країні контролювати морські транспортні шляхи Балтійським морем між країнами Північної Європи; сухопутне сполучення між країнами Балтії.

## Автомобільний
Загальна довжина автошляхів у Латвії, станом на 2013 рік, дорівнює 72 440 км, з яких 14 707 км із твердим покриттям і 57 733 км без нього (64-те місце у світі).

## Залізничний
Загальна довжина залізничних колій країни, станом на 2008 рік, становила 2 239 км (68-ме місце у світі), з яких 2 206 км широкої 1520-мм колії, 33 км вузької 750-мм колії.

## Повітряний
У країні, станом на 2013 рік, діє 42 аеропорти (101-ше місце у світі), з них 18 із твердим покриттям злітно-посадкових смуг і 24 із ґрунтовим. Аеропорти країни за довжиною злітно-посадкових смуг розподіляються наступним чином (у дужках окремо кількість без твердого покриття):
- довші за 10 тис. футів (>3047 м) — 1 (0);
- від 10 тис. до 8 тис. футів (3047-2438 м) — 3 (0);
- від 8 тис. до 5 тис. футів (2437—1524 м) — 4 (0);
- від 5 тис. до 3 тис. футів (1523—914 м) — 3 (0);
- коротші за 3 тис. футів (<914 м) — 7 (24)[1].

У країні, станом на 2015 рік, зареєстровано 3 авіапідприємства, які оперують 47 повітряними суднами. За 2015 рік загальний пасажирообіг на внутрішніх і міжнародних рейсах становив 2,5 млн осіб. За 2015 рік повітряним транспортом було перевезено 2,27 млн тонно-кілометрів вантажів (без врахування багажу пасажирів).
У країні, станом на 2013 рік, споруджено і діє 1 гелікоптерний майданчик.
Латвія є членом Міжнародної організації цивільної авіації (ICAO). Згідно зі статтею 20 Чиказької конвенції про міжнародну цивільну авіацію 1944 року, Міжнародна організація цивільної авіації для повітряних суден країни, станом на 2016 рік, закріпила реєстраційний префікс — YL, заснований на радіопозивних, виділених Міжнародним союзом електрозв'язку (ITU). Аеропорти Латвії мають літерний код ІКАО, що починається з — EV.

## Водний

### Морський
Головні морські порти країни: Рига, Вентспілс.
Морський торговий флот країни, станом на 2010 рік, складався з 11 морських суден з тоннажем більшим за 1 тис. реєстрових тонн (GRT) кожне (113-те місце у світі), з яких: суховантажів — 3, танкерів для хімічної продукції — 1, вантажно-пасажирських суден — 4, нафтових танкерів — 2, ролкерів — 1.
Станом на 2010 рік, кількість морських торгових суден, що ходять під прапором країни, але є власністю інших держав — 3 (Естонії); зареєстровані під прапорами інших країн — 79 (Антигуа і Барбуди — 16, Белізу — 9, Коморських Островів — 2, Домініки — 2, Грузії — 1, Ліберії — 5, Мальти — 8, Маршаллових Островів — 19, Російської Федерації — 2, Сент-Вінсенту і Гренадин — 15).

### Річковий
Загальна довжина судноплавних ділянок річок і водних шляхів, доступних для суден з дедвейтом понад 500 тонн, цілорічно 2010 року становила 300 км (92-ге місце у світі). Головні водні транспортні артерії країни: Даугава і Лієлупе.

## Трубопровідний
Загальна довжина газогонів у Латвії, станом на 2013 рік, становила 928 км; продуктогонів — 415 км.

## Державне управління
Держава здійснює управління транспортною інфраструктурою країни через міністерство транспорту. Станом на 26 вересня 2016 року міністерство в уряді Маріса Кучинскіса очолював Ульдіс Аугуліс.

### Українською
- Атлас. 10-11 клас. Економічна і соціальна географія світу / упорядники :  О. Я. Скуратович, Н. І. Чанцева. — К. : ДНВП «Картографія», 2010. — ISBN 978-966-475-639-3.
- Атлас світу / голов. ред. І. С. Руденко ; зав. ред. В. В. Радченко ; відп. ред. О. В. Вакуленко. — К. : ДНВП «Картографія», 2005. — 336 с. — ISBN 9666315467.
- Безуглий В. В. Економічна і соціальна географія зарубіжних країн : Навчальний посібник. — К. : ВЦ «Академія», 2007. — 704 с. — ISBN 978-966-580-239-6.
- Безуглий В. В., Козинець С. В. Регіональна економічна і соціальна географія світу : Навчальний посібник. — видання 2-ге, доп., перероб. — К. : ВЦ «Академія», 2007. — 688 с. — ISBN 966-580-144-9.
- Дахно І. І. Країни світу: Енциклопедичний довідник / І. І. Дахно, С. М. Тимофієв. — К. : Мапа, 2011. — 606 с. — (Бібліотека нового українця) — ISBN 978-966-8804-23-6.
- Дахно І. І. Економічна географія зарубіжних країн : навчальний посібник. — К. : Центр учбової літератури, 2014. — 319 с. — ISBN 978-611-01-0682-5.
- Дорошенко В. І. Географія транспорту : Навчальний посібник / В. І. Дорошенко, К. Д. Діденко. — К. : Київський нац. ун-т ім. Т. Шевченка, 2010. — 183 с. — ISBN 978-966-439-329-1.
- Дубович І. А. Країнознавчий словник-довідник. — 5-те вид., перероб. і доп. — К. : Знання, 2008. — 839 с. — ISBN 978-966-346-330-8.
- Економічна і соціальна географія країн світу : Навчальний посібник / За ред. С. П. Кузика. — Л. : Світ, 2002. — 672 с. — ISBN 966-603-178-7.
- Зарубіжна транспортна географія : навчальний посібник / уклад. : Петрашевський О. Л. и др. — К. : Національний транспортний університет, 2015. — 95 с. — ISBN 978-966-632-227-5.
- Юрківський В. М. Регіональна економічна і соціальна географія. Зарубіжні країни : Підручник. — К. : Либідь, 2001. — 416 с. — ISBN 966-06-0092-5.

### Англійською
- (англ.) Modern Transport Geography / Hoyle, B. and R. Knowles (eds). — Second Edition,. — London : Wiley, 1998.
- (англ.) Rodrigue, J-P. The Geography of Transport Systems. — Fourth Edition. — N. Y. : Routledge, 2017. — 440 с. — ISBN 978-1138669574.
- (англ.) Taaffe E. J., Gauthier H. L. and O'Kelly M. E. Geography of transportation. — Second Edition. — N. Y. : Prentice Hall, 1996. — ISBN 0-13-368572-1.
- (англ.) Black, W. Transportation: A Geographical Analysis. — N. Y. : Guilford, 2003.

### Російською
- (рос.) Максаковский В. П. Географическая картина мира. Книга I: Общая характеристика мира. — М. : Дрофа, 2008. — 495 с. — ISBN 978-5-358-05275-8.
- (рос.) Максаковский В. П. Географическая картина мира. Книга II: Региональная характеристика мира. — М. : Дрофа, 2009. — 480 с. — ISBN 978-5-358-06280-1.
- (рос.) Физико-географический атлас мира. — М. : Академия наук СССР и главное управление геодезии и картографии ГГК СССР, 1964. — 298 с.
- (рос.) Шаповал Н. С. Транспортная география и транспортные системы мира : учебное пособие. — К. : Центр учбової літератури, 2006. — 188 с. — ISBN 000-0000-00-4.
- (рос.) Экономическая, социальная и политическая география мира. Регионы и страны / под ред. С. Б. Лаврова, Н. В. Каледина. — М. : Гардарики, 2002. — 928 с. — ISBN 5-8297-0039-5.
- (рос.) Энциклопедия стран мира / глав. ред. Н. А. Симония. — М. : НПО «Экономика» РАН, отделение общественных наук, 2004. — 1319 с. — ISBN 5-282-02318-0.